# وحید رضایی
وحید رضایی (زادهٔ شیراز) بازیکن پیشین فوتبال و سرمربی شمس‌آذر در لیگ برتر خلیج فارس است. او سابقه بازی در تیم‌های فجر سپاسی، پگاه گیلان، پرسپولیس و استقلال تهران در لیگ برتر خلیج فارس را دارد.

## دوران بازی
وحید رضایی سابقه بازی در تیم های فجر سپاسی شیراز، پگاه گیلان، پرسپولیس تهران و استقلال تهران را در لیگ برتر خلیج فارس را دارد.

## دوران مربیگری
وی دارای مدرک مربیگری A آسیا است و سرمربی موقت تیم نساجی مازندران در لیگ برتر خلیج فارس بوده‌است و سابقه هدایت تیم‌های داماش گیلان و مس شهربابک در دسته اول و تیم نیکا پارس در دسته دوم فوتبال کشور را در کارنامه دارد. او سابقه کار به عنوان دستیار اصغر شرفی در برق شیراز، یحیی گل‌محمدی در اکسین البرز، امید نمازی در ذوب‌آهن و همچنین مهدی رحمتی در نساجی مازندران را نیز دارد.

### شمس‌آذر
رضایی در تیرماه ۱۴۰۴ با قراردادی ۲ ساله به شمسآذر قزوین پیوست تا اولین سال حضورش را به عنوان سرمربی در لیگ برتر خلیج فارس سپری کند.